# Abarema floribunda
Abarema floribunda là một loài thực vật có hoa trong họ Đậu.